# Ucluelet (Volk)

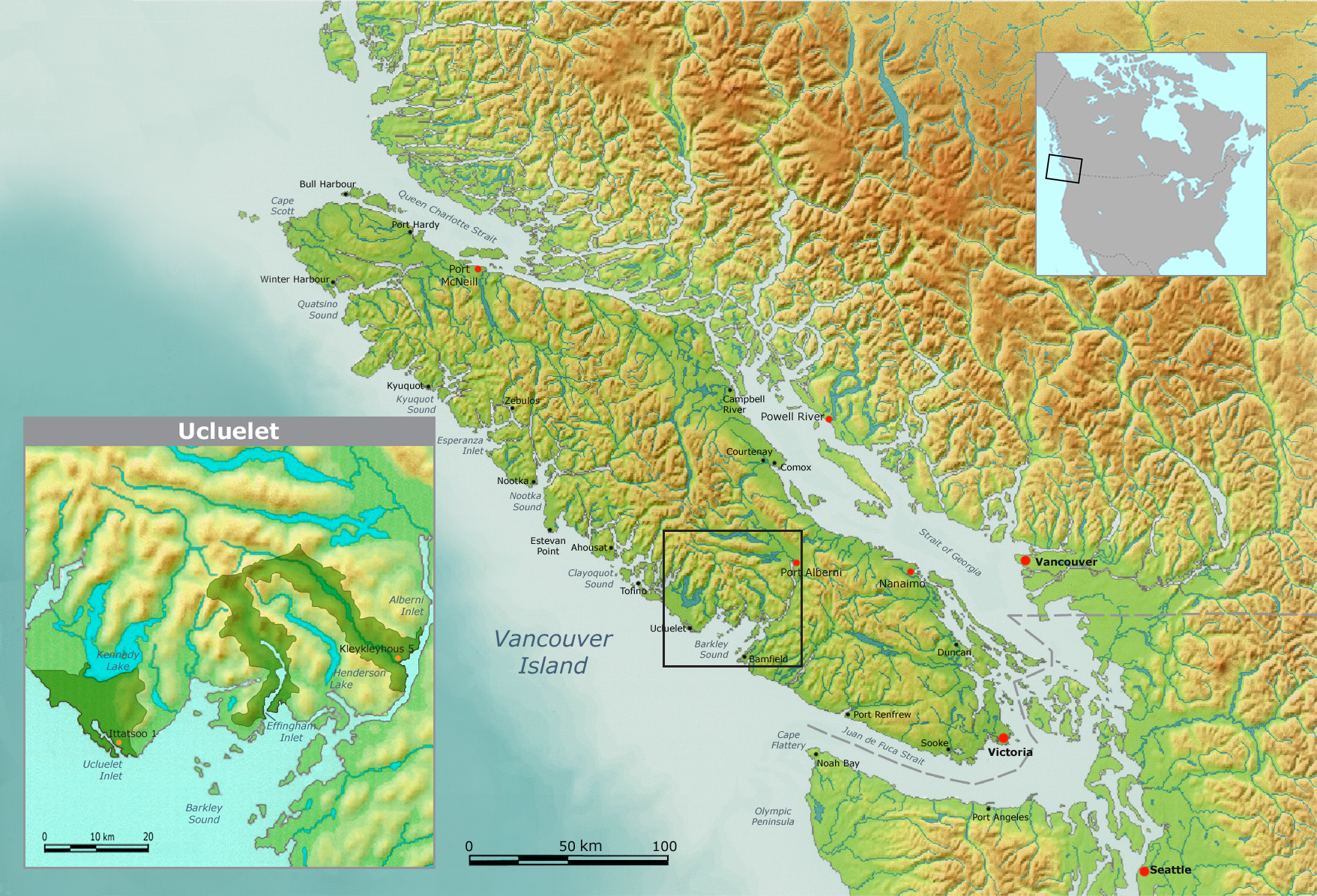
Traditionelles Territorium der Ucluelet und heutige Hauptreservate

Die Ucluelet sind kanadische Indianer und bezeichnen sich selbst als Ucluelet First Nation oder Yu-cluth-aht. Letzteres bedeutet so viel wie „sicherer Hafen“ oder „sicherer Landeplatz“. Sie leben auf der Vancouver-Insel vor der Pazifikküste. Sie sprechen Wakash – allerdings beherrschten diese Sprache im Jahr 2001 nur noch jeweils zehn Männer und zehn Frauen – und gehören zu den Nuu-chah-nulth. Gegenüber der kanadischen Regierung werden sie vor allem durch den Nuu-chah-nulth Tribal Council vertreten, haben sich aber auch zur Maa-nulth-Gruppe zusammengefunden, die aus fünf Nuu-chah-nulth-Stämmen besteht.
Die Ucluelet verteilen sich auf neun Reservate im südlichen Clayoquot Sound, von denen Ittatsoo 1 und Kleykleyhous 5 mit jeweils mehr als 60 ha die größten darstellen. Insgesamt umfassen die Reservate rund 200 ha, in denen allerdings nur jeder dritte Yu-cluth-aht lebt. Im April 2010 galten 620 Menschen als Angehörige dieser First Nation, von denen 204 im eigenen Reservat lebten, vor allem in Ittatsoo 1. 15 weitere lebten in anderen Reservaten, 401 außerhalb der Reservate.
Chief ist Violet Mundy, der von sechs Councillors beraten wird.

## Sprache
Wie andere Nuu-chah-nulth-Gruppen auch, versuchen die Yu-cluth-aht die Sprache in ihrem kulturellen Kontext zu beleben. Dies ist umso schwieriger, da keiner von ihnen über einen höheren akademischen Abschluss verfügt. So werden die 20 verbliebenen eloquenten Sprecher ermutigt, den Jungen ihre Sprache beizubringen. Außerdem wurde ein Resource Library Centre eingerichtet, in dem Interviews mit Älteren und Fischern gesammelt werden. Diese sollen in das Sprachprojekt eingebunden werden, wobei die Schwerpunkte auf Gesundheit und Heilen, Religion und Philosophie, Gesänge, Reden und Erzählungen liegen. Auf der offiziellen Homepage soll auch bald eine Geschichte der Band erscheinen.

## Geschichte
Die mündliche Überlieferung der Yu-cluth-aht weiß von mehreren Gruppen, die im Umkreis des heutigen Ortes Ucluelet lebten. Wie alle Nuu-chah-nulth hatten diese einen als Haw'iih bezeichneten Häuptling, mindestens einen zentralen Ort und ein beanspruchtes Gebiet (hahuuti). Doch verbanden sich diese nahe verwandten Gruppen trotz vorangegangener Kriege miteinander, so dass die heutigen Yu-cluth-aht aus einer Verbindung von ehemals sieben Gruppen hervorgegangen sind. Nur die Toquaht lebten weiter in zwei Ansiedlungen am Ucluelet Inlet, obwohl sie sehr eng mit den Nachbarn verbunden sind.
1860 kam der erste weiße Siedler, Captain Stuart aus Nanaimo, nach Ucluelet. Wenig später kamen die Sutton-Brüder aus Seattle. Diese kauften große Grundstücke am Kennedy Lake und bauten die erste Sägemühle.
In den Zwanzigerjahren versuchten einige japanische Familien ihr Glück als Fischer, doch die Lachserträge gingen zurück und die Provinzregierung begrenzte den Fang. Um 1930 lebten immerhin 60 japanische und 18 weiße Familien im Ort. Der Überfall Japans auf Pearl Harbor im Dezember 1941 veranlasste die Regierung, alle Japaner zu internieren. Von ihnen kehrten nur wenige nach Kriegsende zurück.
Mit der Anbindung des Ortes an Port Alberni (1959) und dem Vordringen der Holzindustrie veränderte sich der Charakter der Region radikal. Von den alten Baumbeständen blieb nur ein Bruchteil bestehen, die ökologischen Folgen und damit die Folgen für die Yu-cluth-aht waren tiefgreifend. Darüber hinaus profitieren sie bisher nur geringfügig vom Tourismus, der spätestens mit der Errichtung des Pacific-Rim-Nationalparks im Jahr 2001 einen Aufschwung genommen hat.
2006 schlossen die fünf Gruppen der Maa-nulth First Nations, zu denen neben den Yu-cluth-aht die Toquaht, die Huu-ay-aht First Nations und die Ka:'yu:'k't'h'/Che:k'tles7et'h' sowie der Uchucklesaht Tribe gehören, mit der Provinz British Columbia und dem Staat Kanada ein Abkommen über die Landrechte, das Maa-nulth Final Agreement.
Mit diesem Abkommen, das rund 250 km² Land betrifft, haben sich die Beteiligten auf Nutzungsrechte und -pflichten geeinigt. Für die Yu-cluth-aht sind damit 199 ha des früheren Reservats, 5.147 ha zusätzlichen Landes und 92 ha von Kanada und British Columbia erworbenen Landes betroffen. Für dieses Land haben die First Nations gesetzgeberische Gewalt und es wird genau festgelegt, wann Provinz- oder Bundesrecht diese Gesetzesgewalt bricht. Darüber hinaus wurden Landbezirke festgelegt, die die Maa-nulth-Völker erwerben dürfen und die dann dem gleichen Recht unterliegen. Insgesamt erhalten sie damit alle Rechte an den Bodenschätzen und den Wäldern. Zugleich dürfen sie Jagd und Fischfang verbieten. Spätestens 10 Jahre nach Inkrafttreten des Vertrags müssen die beteiligten Bands einen Direktor zum Board der beiden Distrikte von Alberni-Clayoquot und Comox-Strathcona entsandt haben. Zusätzlich sichert die Regierung Transfers im Umfang von 21,6 Millionen CAD zu, insgesamt rund 73 Millionen CAD, dazu für Nutzungsrechte an ihren Ressourcen 380.000 bzw. 1,2 Millionen CAD pro Jahr.
Auf ihrem Land dürfen die fünf Gruppen Steuern einziehen, müssen allerdings die Mitbestimmung der nicht ihren Gruppen angehörenden Siedler zulassen. Zusätzlich dürfen die beteiligten Gruppen alle Maßnahmen zum Schutz ihres Kulturerbes treffen. Das betrifft auch Kulturgüter, die sich in den Sammlungen des Royal British Columbia Museum, des Canadian Museum of Civilization und von Parks Canada befinden.
Schließlich verlieren nach einer Übergangszeit alle Bestimmungen des Indian Act ihre Gültigkeit. Nun sind alle Beteiligten aufgefordert, den Vertrag zu ratifizieren. Im Juni 2009 ratifizierte die Bundesregierung den Vertrag.